# 猫玄
猫玄（ねこげん、Nekogen、Neko-gen、3月24日 - ）は日本の漫画家。男性。本名は「宮内 健」。
主に商業誌で成人向け漫画を執筆しており、同人活動も行っている。宮内たけしの名前も使う。

## 単行本リスト
日付が2つある場合、括弧内が一般発売日、外が奥付上の発行日。
特に明記がない場合、本のサイズはA5判。
1. 『ネガティブ・ラヴァーズ』 東京三世社〈DOコミックス〉
  - 1994年3月31日（1994年2月発売）、ISBN 4-88570-836-2
  - ネガティブ・ラヴァーズ［第1話／第2話（児島君）／第3話（霊媒少年1）／第4話（霊媒少年2）］／よしのシリーズ［遅咲少年／夏桜／秋桜／冬桜］／中書き
2. 『図書館の妖精』 司書房〈つかさコミックス〉
  - 1995年2月25日（1995年1月発売）、ISBN 4-88725-041-X （二刷あり）
  - 第1話／第2話／中書き1／第3話／第4話／第5話／第6話／中書き2／第7話／あとがき／ゲスト：千葉治郎、ぢたま(某)、魔訶不思議、陽気婢、SPATS、天狗さま
  - 94年からコミックラッツに連載されたもの。 10回の連載では単行本化に全くページ数が足りず、単行本半分以上描き下ろし、並びに大胆な再編集が行われた。
3. 『ネガティブ・ラヴァーズ2 -霊媒少年の巻-』 東京三世社〈DOコミックス〉
  - 1995年9月30日（1995年8月発売）、ISBN 4-88570-932-6
  - よしのシリーズ［春桜］／ネガティブ・ラヴァーズ［児島君の事…／霊媒少年3／霊媒少年4／霊媒少年5／霊媒少年6／霊媒少年7／霊媒少年8］／あとがき／ゲスト：天狗さま、こなちん
4. 『好色少年』 司書房〈つかさコミックス〉
  - 1995年11月25日（1995年10月発売）、ISBN 4-88725-067-3
  - 春雷／憧憬／傷み／衝突／反発／反目／疑惑／トラウマ／大団円／あとがき（カバー裏）
  - コミックラッツ94年9～12月号・95年3～7月号に掲載の「麗しの好色少年」を再構成。連載時の合計は192pだったが、単行本化に際し本編170pまで減ページされた。
5. 『霊媒少年 -ネガティブ・ラヴァーズ3-』 東京三世社〈DOコミックス〉
  - 1996年4月30日（1996年3月発売）、ISBN 4-88570-967-9
  - ネガティブ・ラヴァーズ［霊媒少年9／霊媒少年10／霊媒少年11／霊媒少年12／霊媒少年13／霊媒少年14／霊媒少年15／霊媒少年16（終）］／あとがき／ゲスト：SPATS、天狗さま
  - ネガティブラヴァーズシリーズ内の霊媒少年シリーズが3巻目を経て完結。
6. 『恋する少女は負けない!! -ネガティブ・ラヴァーズ4-』 東京三世社〈DOコミックス〉
  - 1997年1月31日（1996年12月発売）、ISBN 4-8126-0017-0
  - ネガティブ・ラヴァーズ［恋する乙女(?)は負けない（霊媒少年）／人生は上々だ／児島君の事2／守ってあげるよ、お兄ちゃん［前編、中編、後編］／保健室の快人]／よしのシリーズ［お天気女と梅雨男］／あとがき
  - ネガティブラヴァーズシリーズ完結巻。 あとがきによればネガティブラヴァーズ全体はコミックBEATの93年7月号～96年4月号までの全26本、520ページ。
7. 『激情! 白いうなじのわななき』 司書房〈つかさコミックス〉
  - 1997年8月25日、ISBN 4-8128-0055-2
  - 白いうなじシリーズ［激情!白いうなじのわななき／狙われた白いうなじ／激動!!白いうなじに迫る危機］／シンクロニシティ／きれいなお兄さんは嫌いですか／人の噂も75時間／狭間の幽霊／女装シリーズ［女装のかわいい甥／女装のかわいい同級生］／あとがき／イラスト（カバー裏）
8. 『もうすぐ死ぬ人』 東京三世社〈ルコミックス〉
  - 1998年2月28日（1998年1月発売）、ISBN 4-8126-0137-1
  - episode1：シングルマン／episode2：モニターの中のマニア／episode3：cat dream1／episode4：cat dream2／episode5：スイッチ／episode6：hospital1／episode7：hospital2／episode8：いつか死ぬ人
9. 『知りたいこと 知らないこと』 宙出版〈Heart Comics〉
  - 1999年4月2日、ISBN 4-87287-956-2
  - 風は緑／知りたいこと 知らないこと／知っていること 知らないこと（知りたいこと 知らないことII）／My home is dangerous／sacrifice／夢見るメイドさん／奥様は恥ずかしがり屋さん♡／はぢめてのひと／お嫁さんになりたい／男+女×男（おとこたすおんなかけるのおとこ）／マドノソト／あとがき／ゲスト：天狗さま（カバー裏）
10. 『夢を見ようよ。 上』 雄出版〈オレンジコミックス〉
  - 1999年10月1日（1999年8月発売）、ISBN 4-946530-90-8
  - 夢を見ようよ。［第1話／第2話／第3話／第4話／第5話／第6話／第7話］／野良猫の気持ち飼い猫の気持ち／あとがき
11. 『夢を見ようよ。 下』 雄出版〈オレンジコミックス〉
  - 1999年10月1日（1999年8月発売）、ISBN 4-946530-91-6
  - 夢を見ようよ。［第8話／第9話／第10話／第11話／第12話／最終話／番外編 女流エロ漫画家 白昼の死角］／正しい☆兄弟愛♡／作品よもやま話
12. 『世界で一番近い他人（ひと）。』 メディアックス〈MDコミックス〉
  - 2000年2月10日（2000年1月発売）、ISBN 4-89613-403-6
  - 世界で一番近い他人（ひと）。／Pata! Pata! ママ♡／Pata! Pata! ママ♡II／こんな彼氏の事情（光利君の場合）／最近刺激が少ないとお嘆きの貴女に。／キモチ／10でいずぴーぷる／10でいずぴーぷる2／帰ってきた10でいずぴーぷる／あとがき（作品解説）／イラスト（カバー裏）
13. 『お願い おっぱいの神様』 メディアックス〈MDコミックス〉
  - 2000年11月10日（2000年10月発売）、ISBN 4-89613-429-X
  - ちょこれいと♡／二人のカオル／ごしゅじんさま♡とわたし／お願いおっぱいの神様／僕しか知らない彼女の秘密／好きかもしれない。／GIVE&TAKE／ふりかえれば青い空／みなみととなみ（お願いおっぱいの神様 番外編）／あとがき・イラスト（カバー裏）
14. 『｢NEWS/source」』 メディアックス〈MDコミックス〉、※宮内たけし名義
  - 2001年5月10日（2001年4月発売）、ISBN 4-89613-444-3
  - Prologue／#1.NEWS／#2.a week／#3.drug／#4.CASTER／#5.a rape／#6.report／#7.a lawyer／#8.murder／Intermission
15. 『｢NEWS/CASTER」』 メディアックス〈MDコミックス〉、※宮内たけし名義
  - （2001年5月発売）、ISBN 4-89613-447-8
16. 『カリスマママ』 笠倉出版社〈Cult comics〉
  - 2001年12月5日（2001年10月発売）、ISBN 4-7730-0639-0
  - 七美シリーズ［カリスマママ／笑顔のお値段］／泊まりにおいでよ／オトナの時間／恐竜のたまご／ホワイトパレスへようこそ／ホワイトパレスへようこそ2／かえろう…／笑顔のお値段 その後（おまけ書き下ろし、カバー裏も）／あとがき／作品解説（文中）
17. 『悩める魔法少(?)女』 メディアックス〈MDコミックス〉
  - 2002年1月10日（2001年12月発売）、ISBN 4-89613-470-2
  - Introduction／悩める魔法少(?)女／魔法少女のお仕事／魔法少女にお願い!!／Intermission／第二魔法少女／魔法少女と帝国／魔法少女の世界／魔法少女と女王様／決戦!! 魔法少女／魔法少女それから／イラスト／あとがき（カバー裏）
18. 『イケナイコト2003』 茜新社〈TENMA COMICS〉
  - 2003年4月10日（2003年3月20日発売[2]）、ISBN 4-87182-566-3
  - 隣のうちう人／隣のうちう人 2nd／いけないこと2001／笑顔のお値段 2nd／プラトニックにあこがれCHU♡／ポニーテールは馬並の夢を見るか!?／お化け鉄塔の怪談／正しい飼い犬のしつけ方／かてきょにすぱっつ／ホワイトパレスにようこそ RePure／あとがき
19. 【再販版】 『夢を見ようよ。』 マイクロマガジン社〈デルタコミックス〉
  - （2003年9月発売）、ISBN 4-89637-158-5
20. 【再販版】『図書館の妖精』 茜新社〈TENMA COMICS J〉【B6判】
  - 2003年12月25日（2003年12月10日発売）、ISBN 4-87182-628-7
  - 図書館の妖精［第1話／第2話／第3話／第4話／第5話／第6話／第7話］／あとがき
21. 『ニセモン』 メディアックス〈MDコミックス〉【B6判】
  - 2004年1月15日（2003年12月13日発売）、ISBN 4-89613-978-X
  - Episode1：ニセモン／Episode2：ナニモン／Episode3：ミタモン!／Episode4：パチモン／Episode5：ハツモン／Episode6：ナンモン／Episode7：ウリモン／Episode8：ニセモン再び／あとがき／イラスト・作品解説（カバー裏）
22. 『僕らの相関関係』 コアマガジン〈メガストアコミックス22〉
  - 2004年4月2日（2004年3月19日発売[3]）、ISBN 4-87734-706-2
  - 第1話／第2話／第3話／第4話／第5話／第6話／第7話／第8話／最終話／最後の夏 始まりの夏／僕らの相関関係 その後／あとがき（カバー裏）
23. 『フキゲン×ゴキゲン』 茜新社〈TENMA COMICS〉
  - 2004年10月9日（2004年9月25日発売[2]）、ISBN 4-87182-699-6
  - フキゲン×ゴキゲン／ミガワリ／田舎へ行こう／田舎に住もう／愛の貧乏大作戦 -ランドセル付-／歳末助け合い運動 -裸エプロンキャンペーン-／藍色の誘惑／アリスな午後／ホワイトパレスへようこそ TWIN／悪戯カラス／おまけ（フキゲン×ゴキゲン その後）／あとがき（カバー裏）
24. 『13cm -じゅうさんセンチ-』 オークス〈夢雅comics〉
  - 2005年1月24日（2004年12月発売）、ISBN 4-86105-213-0
  - 13cm／家族のしきい値／コーヒーブレイク／春雷／日本の家屋事情／ビーフシチュー／脅迫×約束／お出かけに際しての注意／りーやん
25. 『お隣家族』 メディアックス〈MDコミックス〉
  - 2005年3月20日（2005年2月発売）、ISBN 4-89613-650-0
  - お隣家族シリーズ［お隣家族／都内1K破格物件］／ジャングル／いつか生えるその日まで･･･／あいかぎ／Rinjin／みためはちゃいるど／お留守番のススメ／あとがき／作品解説（カバー裏）
26. 『パパなんか大嫌い!』 コアマガジン〈メガストアコミックス51〉
  - 2005年6月2日（2005年5月19日発売[3]）、ISBN 4-87734-837-9
  - 子犬のワルツ／月夜とシュークリーム／1/20（前編、後編）／mail me!!／姫はじめ計画／パパなんか大嫌い!／パパいぬ／ぱじゃまぱ〜てぃ／イラスト、あとがき（カバー裏）
27. 『妹しった〜 -Imouto Sitter-』 茜新社〈TENMA COMICS〉
  - 2006年4月28日（2006年4月15日発売[2]）、ISBN 4-87182-837-9 （二刷あり）
  - 妹しった〜／妹しった〜2／委員長けいかく。(Chairman plan)／恋人以上兄姉未満／凍える夜／銀板プリンセス／ボク女の子だモン!!／1年3組剥き出し授業／Hurdle Lover／放課後ラブレター(After school Love letter)／あとがき／イラスト（カバー裏）
28. 『パニックまっしゅROOM!』 コアマガジン〈メガストアコミックス96〉
  - 2006年10月3日（2006年9月19日発売[3]）、ISBN 4-86252-053-7
  - #1.お姉様 本気（マジ）ですか!?／#2.お姉様 勧誘ですか!?／#3.お姉様 勧誘ですか!?／#4.お姉様 バレてます!!／#5.お姉様 診察ですか!?／#6.お姉様 戒めですか!?／#7.お姉様 ジェラシーですか!?／#8.お姉様 ハッピーエンドですか!?／その後のパニックまっしゅROOM!（カバー裏含。柱にあとがき）
29. 『ツンデレさん』 茜新社〈TENMA COMICS〉
  - 2007年7月10日（2007年6月29日発売[2]）、ISBN 978-4-87182-923-6
  - 出前迅速万福亭／なかよし／ツンデレさん／#1.5 はじめてのツンデレさん（おまけ漫画）／ツンデレさんの秘密／さよならツンデレさん／四畳半のプリンセス／モトアニ／I want to know everything／カミングアウト／あとがき／#2.5 ツンデレさんのかぞく愛（カバー裏）
30. 『中出し年上パラダイス -Paradise of Ejaculation in vagina-』 富士美出版〈富士美コミックス PS〉
  - 2007年11月5日（2007年9月発売）、ISBN 978-4-89421-758-4
  - 巨乳母VS巨乳姉。／complex。／眠り姉と一途な弟。／デレデレ。／みこまま。／母さんと海とおいしいラーメン。／こずえさんのバレー日記。／卒業式に連れてって。／だまされ宇宙人。／おいしゃさんのしごと。／おっぱいが小さいということ。／あとがき／イラスト（カバー裏）
31. 『淫らな姉妹 -Lascivious Sister-』 蒼竜社〈プラザCOMIX DEEP〉【B6判】
  - 2007年12月30日（2007年11月発売）、ISBN 978-4-88386-340-2
  - ほてった身体のさまし方／PINKウィスパー／大人の穴／佐和と僕［前編、後編］／ごしゅじんさまにお願い!!／シス☆ブラ／金森さんの秘蜜／あとがき／作品解説（カバー裏）
32. 『生娘中出し学園 -Ejaculation in virgin court-』 蒼竜社〈プラザCOMIX DEEP〉【B6判】
  - 2008年2月25日（2008年1月19日発売）、ISBN 978-4-88386-344-0
  - 依頼人（クライアント）の条件／依頼人は何度もベルを鳴らす／好き♡なだけじゃだめかしら／ロリータボンバー巨乳地獄／三食昼寝若奥様付き♡／ふにふにママ／悩める魔法少(?)女特別編 ヒカリ／依頼人の用件（おまけ漫画）／あとがき／ゲスト：ジェームスほたて／作品解説（カバー裏）
33. 『都合のいい少女 (Convenient Girl)』 茜新社〈TENMACOMICS RIN〉
  - 2008年8月9日（2008年7月26日発売[4]）、ISBN 978-4-86349-012-3
  - 大逆転彼女／明るい子供計画／都合のいい少女／保健室にて調教中♡／花粉症の症状に対する考察とその対処法／発売中止!? とっておきの舞／退屈な時間の過ごし方／Unexpected girl／旅先ゆーれい／狐の嫁入り前／Silent Lesson／狐の嫁入り前 その後（兼 あとがき）／あとがき つづき（カバー裏）
34. 『あああああっ! ご当主さまっ (Aaaaah! the Present Master♡)』 コアマガジン〈メガストアコミックス189〉
  - 2008年11月1日（2008年10月18日発売[3]）、ISBN 978-4-86252-496-6
  - ご当主シリーズ［あああああっ! ご当主さまっ／あああああっ! ご当主さまっ2／あああああっ! ご当主さまっ3／あああああっ! ご当主さまっ4］／歩き巫女 叶加寿子／母はカワイイ僕の妹／ミルク色の微笑み／BLUE BAMBOO／その後のご当主さまっ（書き下ろし、カバー裏も）／あとがき（カバー裏）
35. 『妹のアレは気持ちいい♡ (vagina of my sister is very nice)』 富士美出版〈富士美コミックス 山賊版〉
  - 2009年3月25日、ISBN 978-4-89421-868-0 （二刷あり）
  - 妹と海へ行ったこと／妹スイミング／妹ランニング／妹ドリ〜ミン／できる妹／巨乳の家系（おんなたち）／従姉妹が水着に着替えたら／ふたごのだから／帰り路／1,000km／ちょこれーと☆ぱにっく／妹ハプニング（おまけ漫画）／あとがき／イラスト（カバー裏）
36. 『裸族の夜 (NIGHT OF RAZOKU)』 茜新社〈TENMACOMICS RIN〉
  - 2009年6月30日（2009年6月19日発売[4]）、ISBN 978-4-86349-075-8
  - 裸族の夜／二乗シリーズ［家族旅行2（かぞくりょこうのじじょう）／転校生2（てんこうせいのじじょう）］／用具室のかなこさん／降水確率100％の恋／最初で最後のプレゼント／たかくくんシリーズ［たかくくん危機一髪!!／たかくくんの危機管理］／隣のお兄ちゃんとのただれた生活／住環境に問題有り!／台風一過／絶対言わない／The 朝倉対決!（おまけ漫画）／あとがき／イラスト（カバー裏）
37. 『お姉ちゃんのココも気持ちいい (Older sister Vagina in Tighten nice)』 富士美出版〈富士美コミックス 山賊版〉
  - 2010年4月5日（2010年2月発売）、ISBN 978-4-89421-934-2
  - 瑞樹君の場合［クリスマス姉帰る／W・D弟帰る／姉と温泉卓球］／幸宏君の場合［コタツにはみかん…／兄嫁秘密ダイエット］／ハイテンションな二人／シュウカツ／となりの誰かさん／外に着ていく服がない／夜とプールと忘れ物／夏の行き遅れ／家族のお値段 番外編（書き下ろし、カバー裏も）／あとがき（カバー裏）
38. 『とらい☆ぶっきんぐ (Try★Booking)』 茜新社〈TENMACOMICS RIN〉
  - 2010年4月10日（2010年3月26日発売[5]）、ISBN 978-4-86349-142-7
  - Wぶっきんぐシリーズ［Wぶっきんぐ／あふたーかーにばる／とらいあんぐる☆つー／すぃーと☆すとろべりー／ぐらでぃえいしょん］／スイッチシリーズ［妹スイッチ／妹×リモート］／ハニーブロンド／図書委員 中村祈の秘め事／ヒミツ・ヒミツ／続く日々／すぃーと☆すとろべりー びーさいど（書き下ろし、カバー裏も）／あとがき（カバー裏）
39. 『お仕えします ご主人さま 〜家族のお値段〜 (YES! MY MASTER!!)』 富士美出版〈富士美コミックス 山賊版〉
  - 2011年1月15日（2010年11月発売）、ISBN 978-4-89421-989-2
  - 「カリスマママ」「イケナイコト2003」に収録された「七美シリーズ」の長編セルフリメイク。
  - 家族のお値段［第1話／第2話／第3話／第4話／第5話／第6話／第7話／最終話］／明日雨が降ればいいのに／家族のお値段 番外編(おまけ漫画）／イラスト・あとがき(カバー裏）
40. 『のらシス (WONDERING SISTER)』 茜新社〈TENMACOMICS RIN〉
  - 2011年9月10日（2011年8月26日発売[6]）、ISBN 978-4-86349-239-4
  - のらシスシリーズ［のらシス／のらそう／のらまほ／シス×そう／まほ×シス／×のらシス］／あめにうたえば／隣の女の子がエロ過ぎて困る／ぎりぎりセーフ、でもアウト／ぼーいみーつぼーいっしゅ／姉として!!／のらシスおまけ漫画(巻頭書き下ろしカラー・巻末、カバー裏書き下ろし）／あとがき(カバー裏)
41. 『ご近所ロリ巨乳 (Big breast Lolita)』 富士美出版〈富士美コミックス山賊版〉
  - 2012年1月5日（2011年11月発売）、ISBN 978-4-7995-0061-3
  - お隣シリーズ［隣りの梅川さん／お向かいの田中さん］／祭君シリーズ［俺と先生とお神酒と･･･／先生とチョコと三角関係･･･］／ひなまつられ／大自然シリーズ［大自然の呼び声］／ビックハウスペットシリーズ［ビックハウスペット／ビックハウスペット＋／ビッグハウスペット＋＋］／お隣さんとお向かいさん(描き下ろし、カバー裏)／あとがき(カバー裏)
42. 『みんなの先生 (Everybody's Teacher♡)』 コアマガジン〈メガストアコミックス328〉
  - 2012年1月9日（2011年12月26日発売[3]）、ISBN 978-4-86436-203-0
  - いちじかんめ／にじかんめ／さんじかんめ／よじかんめ／ごじかんめ／ろくじかんめ／しちじかんめ／課外授業／あとがき
43. 『俺に妹はいない♡ (She is my mother)』 富士美出版〈富士美コミックス山賊版〉
  - 2013年2月5日（2012年12月発売）、ISBN 978-4-7995-01740
  - 姉が嫁になりたさそうにこちらを見ている／母が家出をしてきまして･･･／俺に妹はいない／ウチの妹はきょ乳です／みこしでわっしょい／大自然シリーズ［雪山のおののき］／先輩と私／ある日玄関を開けたらおっぱいだった／きゅ～くつ／マーキングラブ／やっぱり俺に妹はいない(描き下ろし、カバー裏)／あとがき(カバー裏)
44. 『pre-teens (ぷれてぃーんず)』 コアマガジン〈メガストアコミックス364〉
  - 2013年2月14日（2013年1月31日発売[3]）、ISBN 978-4-86436-4225
  - 兄ゆ～れいシリーズ［兄ゆ～れいその後／兄ゆ～れい］／pre-teens／ボクと好みの彼女の誘惑／遭難パパ／P.E.T～お姉様と呼ばれたい～／あなたの呼び方／うずらちゃんシリーズ［ひな鳥にはまだはやい／mummy to mummy］／あとがき
45. 【電子コミック】『略奪のススメ ～欲望連鎖～』 コミックハウスeroha
  - 2013年3月6日
  - #1～#6(全6話)
46. 『モバリータ (MOBALITA)』 コアマガジン〈メガストアコミックス404〉
  - 2014年4月2日（2014年3月19日発売[3]）、ISBN 978-4-86436-619-9
  - モバガ［ACCESS 1／2／3／4／FINAL ACCESS］／おにいちゃんは天才です。［いちっ／にっ］／トイレの委員長／教えて白濁先生／モバガ［AFTER ACCESS］／あとがき(カバー裏)
47. 『桜子さん本当はこれが欲しいんだよね?』 富士美出版〈富士美コミックス〉
  - 2014年9月13日、ISBN 978-4-7995-03157
  - ギリギリ家族［1～5話］／はとこと一緒／温泉の｢妹｣／先輩の彼女／先輩と彼女／年越しはオールで君と／先輩の彼女だった人(描き下ろし)
48. 『生ハメdeビューッ』 富士美出版〈富士美コミックス〉
  - 2015年12月28日、ISBN 978-4-79950-421-5
  - ロッカーの中に男の子が一人／「穴」の中にいる。／護クンと不思議な手［1～4話］／護クンと不思議な手 番外編(描き下ろし)／妹放送局［1～3話］
49. 『エロい噂の整体師さんっ発情中♥』 富士美出版〈富士美コミックス〉
  - （2016年8月発売）、ISBN 978-4-79950-463-5
50. 『ガチハメはおかあさんとですか？』 富士美出版〈富士美コミックス〉
  - 2017年5月25日、ISBN 978-4-79950-513-7
  - 突撃となりのお母さん／ママだってエッチがしたい／エスパーママ／ママメイド／トイレの花緒さん／おおきくなぁれ／お姉ちゃんにおまかせ／田舎の夜／筆下ろし放送2017／僕らのタイムスケジュール
51. 『僕らの好色少年団』 茜新社〈TENMACOMICS 好色少年〉
  - （2018年11月29日発売[7]）、ISBN 978-4-86349-737-5
  - 男の娘はバーチャルの夢を見るか／地味♂ですがお持ち帰りされてみました／吸血鬼はいつもはらペコ／ON LINE OFF LINE／夏の思い出（仮）／ディルドーは生セックスの夢を見るか／たのしい通販生活／淫乱♂モデル淫らＩＶ地獄／ないしょの幼馴染み／親友が水着に着替えたら…

## 単行本未収録

### 雑誌
- ｢せまって day by day｣
- 「とりかえぱや物語」 (COMIC RIN 2008年4月号)
- ｢キミならどうする？｣ (COMIC RIN 2008年12月号)
- ｢双子計画｣ (COMIC RIN 2009年1月号)
- ｢委員長の世界｣ (COMIC RIN 2009年2月号)
- ｢ばにしゅ！ ～おっぱいの消えた王国～｣ (コアマガジン コミックメガストアH 2009年9月号) 原作アリスソフトのコミカライズ
- ｢タケルくんがんばれない｣ (COMIC RIN 2011年7月号)
- ｢もうちょっとだねタケルくん｣ (COMIC RIN 2011年9月号)
- ｢タケルくんがんばらない｣ (COMIC RIN 2011年10月号)
- ｢親友が水着に着替えたら…｣ (好色少年 vol.1 2012年2月25日発売号)
- ｢魔法少女の栄さん｣ (COMICペンギンクラブ山賊版 2012年2月号)
- ｢秘密の大家さん｣ (COMICペンギンクラブ山賊版 2012年3月号)
- ｢卒業する僕と先生と先生｣ (COMICペンギンクラブ山賊版 2012年4月号)
- ｢ないしょの幼馴染み｣ (好色少年 Vol.2 2013年6月20日発売号)
- ｢きっかけは…｣ (Juicy NO.3 2013年8月30日発売号)
- ｢妹が上京してきまして… 前編｣ (COMICペンギンクラブ山賊版 2013年10月号)
- ｢妹が上京してきまして… 後編｣ (COMICペンギンクラブ山賊版 2013年11月号)
- ｢生放送でハメよう!｣ (COMIC 天魔 2013年11月号)
- ｢先輩が押しかけてきまして… 前編｣ (COMICペンギンクラブ山賊版 2013年12月号)
- ｢先輩が押しかけてきまして… 後編｣ (COMICペンギンクラブ山賊版 2014年1月号)
- ｢幼馴染が帰省してきまして… 前編｣ (COMICペンギンクラブ山賊版 2014年2月号)
- ｢幼馴染が帰省してきまして… 後編｣ (COMICペンギンクラブ山賊版 2014年3月号)
- ｢みんなが押し掛けてきまして…｣ (COMICペンギンクラブ山賊版 2014年5月号)
- ｢淫乱♂モデル淫らIV地獄｣ (好色少年 Vol.3 2014年4月30日発売号)
- ｢幸せな男｣ (Juicy NO.6 2014年5月30日発売号)
- ｢しつけて！ご主人様｣ (コミックメガストアα 2014年8月号)
- ｢古川さんの秘密｣ (Juicy NO.17 2017年4月号)

### アンソロジー
- PET.BOYS ショタコンONLY シリーズ.03 [司書房 1998/02/25]
- らぶショタ [司書房 2006/04/25]
- 好色少年のススメ5 （茜新社）2004年2月20日 ISBN 4-87182-641-4 （「ないしょのおるすばん」収録）
- 少年グルメ Vol.1 （笠倉出版社） 2004年7月1日 ISBN 4-7730-9501-6 （「かじゅあるでぃ」収録）
- 好色少年のススメ10 （茜新社） 2006年3月25日 ISBN 4-87182-833-6 （「とても冷静なボクの先生」収録）
- 好色少年のススメ12 （茜新社） 2008年6月26日 ISBN 978-4-87182-982-3 （「夏のお嬢さん？」収録）

## 主な掲載誌

### 連載中
- COMICペンギンクラブ山賊版 (富士美出版) 2012(1.2.3.4.5.6.7.8.9.10.11.12), 2013(2.3.4.5.6.7.8.10.12), 2014(1.2.3.5.6.7.8.10.11)
- コミックメガストアH (コアマガジン) 2005(3), 2008(8), 2009(9), 2012(9.11), 2013(3.5)
- コミックメガストアα (コアマガジン) 2014(8)
- COMIC Eroha(いろは) (株式会社コミックハウス) 2012(Vol.1.2.3.4.5.6)
- 好色少年 （茜新社） 2013(Vol.1), 2014(Vol.3)

### 雑誌
- Comic Beat 1993(7)〜1994〜1995〜1996(4), 1997(3.4.5.6.7.9.10.11.12), 1998(11)
- ドルフィン（司書房） 1994(5)
- コミック パソコンパラダイス（メディアックス） 1994(6)
- Comic ラッツ（司書房） 1994(9.10.11.12), 1995(3.4.5.6.7.9.10.12), 1997(4.5.6)
- Comic Petitチャイム（桜桃書房）Vol.1.2('96-5).6
- こどもえっち（オークラ出版）'98-9
- COMIC ライズ（メディアックス） 2000(4.10.11.12), 2001(1.2.3.4.5.6.7.8)
- Zetuman 2000(10)
- COMIC POT（メディアックス） 2001(9.10), 2002(2.9.11.12), 2003(2.5.9.12), 2004(1)
- Comic 桃組（桜桃書房）Vol.1
- COMIC LO（茜新社）2003(Vol.2), 2004(Vol.4)
- COMIC RIN （茜新社） Vol.7.19.22.24, 1997(2.3.4.7.8.11), 1998(2), 2006(1.7.11.12), 2007(3.5.7.9.10.12), 2008(1.2.3.5.6.7.9.10.11.12), 2009(1.2.3.9), 2010(5), 2011(7.11)
- Juicy （茜新社） 2013(No.1.3), 2014(No.6)
- コミックメガストア （コアマガジン） 2004(8.9.11.12), 2005(1.2.3.4.9.10.11), 2006(1.2.4.6.8), 2007(4.8.10), 2008(1.4.6)
- COMIC ペンギンセレブ (富士美出版) 2013(10)

### アンソロジー
- 『わんぱくガール』（辰巳出版） 1993(11)
- 『しりこだま』（オークラ出版）Vol.4
- 『素敵なメイドさん』（桜桃書房）
- 『めがねっ娘倶楽部』（雄出版）
- 『ひな缶』（茜新社）Vol.8
- 『ひな缶HI!』（茜新社）Vol.1,2,3,4,5,6
- 『お汁娘缶』（茜新社）Vol.1
- 『生だし超淫母2 ―近親相姦アンソロジー-』（オークス 夢雅comics） 2004年4月 ISBN 4-86105-111-8
- 『好色少年のススメ』（茜新社）2002(Vol.1), 2005(Vol.5), 2006(Vol.10), 2008(Vol.12)

## 同人サークル

### 「T4P」
- ふたなりねこさん 2 [2002/12/30]
- ひなと愉快なご主人さま。 [2003/12/30]
- メモリーズ [2004/08/15]
- 大人になってもメガネでGo!! [2007/12/31]
- この本にはショタ的表現はありませんII [2009/12/31]
- 涼ちんのおかず [2010/08/15]
- 8才のはかせが作ったなのにはたしてあの機能はついているのか!? [2011/08/14]
- 涼ちんと海に行ったときの事。 [2012/08/12]
- この本の登場人物は全て100才以上です。 [2013/08/11]